# 巴尼·尤厄尔
巴尼·尤厄尔（英語：Barney Ewell，1918年2月25日—1996年4月4日），美国男子田径运动员，主攻短跑。他曾代表美国参加1948年夏季奥林匹克运动会田径比赛，获得一枚金牌和二枚银牌。